# IC 1831
IC 1831 — галактика типу EN (емісійна туманність) у сузір'ї Кассіопея.
Цей об'єкт міститься в оригінальній редакції індексного каталогу.